# Андрей Крамарич
Андрей Крамарич (на хърватски: Andrej Kramarić) е хърватски футболист, нападател, който играе за германския Хофенхайм.

## Кариера

### Динамо (Загреб)
От шест годишен тренира футбол в школата на Динамо (Загреб). Вкарва над 450 гола за всичките юношески гарнитури на клуба, ставайки най-резултатният юноша на Динамо. За първия отбор дебютира на 24 май 2009 г. срещу Загреб. От сезон 2009/10 вече е част от първия отбор. На 15 юли 2009 г. играе срещу Пюник в квалификация за Шампионската лига. В края на сезона печели титлата на Хърватия, като вкарва 7 гола в 24 мача. През следващия сезон постига дубъл. През първата половина на сезон 2011/12 почти не играе, като записва само 3 мача. Това засилва спекулациите, че ще напусне тима. През февруари 2012 г. е преотстъпен на Локомотива (Загреб). Там остава до края на сезона като вкарва 20 гола в 44 мача и помага на „локотоси“ да достигнат финал за купата на страната, който обаче губят от Хайдук Сплит.

### Отново в Динамо
В началото на сезон 2012/13 пак е в Динамо, като играта му не потръгва и отново се оказва на пейката. Това го обезкуражава и говори пред медиите, че не му се дава шанс. Това е възприето негативно от шефа на клуба Зоран Мамич, който го поставя в трансферната листа.

### Риека
На 31 август 2013 г. Риека го привлича в редиците си. Дебютира на 15 септември срещу Славен Белупо. Завършва сезона с купа на Хърватия и 27 гола във всички турнири. През юли 2014 г. печели суперкупата след победа на бившия му отбор Динамо. Започва сезон 2014/15 с 5 гола в първите 2 мача като вкарва хеттрик на Хайдук Сплит. До октомври 2014 г. вече има 20 гола във всички турнири, включително хеттрик срещу Фейенорд в Лига Европа. На 9 ноември отбелязва 5 гола при победата с 6:0 над Локомотива. Това влиза в рекордите, тъй като от 14 години никой не е вкарвал повече от 4 гола, а в цялата история на Първа лига, само двама футболиста са вкарвали пет.

### Лестър
На 8 януари 2015 г. Лестър Сити подписва с Крамарич за три години и половина. На 16 януари получава работна виза и получава фланелката с номер 40. Сумата срещу, която Лестър си осигурява услугите му е £9 млн. – рекорд за клуба. Първата му поява за тима е като резерва на мястото на Джейми Варди срещу Стоук Сити, а първият гол срещу Арсенал на 10 февруари. Крамарич не успява да си спечели титулярно място и записва само 2 мача за сезон 2015/16. Поради това не получава и медал за спечелената титла на Премиършип, защото са нужни минимум 5 мача.

### Хофенхайм
На 20 януари 2016 г. е отдаден под наем на Хофенхайм. На 31 януари играе срещу Байерн Мюнхен в своя дебют за клуба. На 25 май 2016 г. подписва 4-годишен договор за необявена сума.
На 27 юни той вкарва 4 гола на Борусия Дортмунд.

## Отличия

### Динамо (Загреб)
- Първа хърватска футболна лига (2): 2009/10, 2010/11
- Носител на Купата на Хърватия (1): 2011
- Носител на Суперкупата на Хърватия (1): 2013

### Риека
- Носител на Купата на Хърватия (1): 2014
- Носител на Суперкупата на Хърватия (1): 2014

### Хърватия
- Вицешампион и сребърен медалист на Световното първенство по футбол (1): 2018

### Индивидуални
- Играч на година на Първа лига (1): 2014[29]
- Голмайстор на Първа лига (1): 2014/15
- Орден Княз Бранимир: 2018